# Cissac-Médoc
Pour les articles homonymes, voir Médoc (homonymie).
Cissac-Médoc est une commune du Sud-Ouest de la France, située dans le département de la Gironde en région Nouvelle-Aquitaine.
Les habitants en sont les Cissacais.

## Géographie

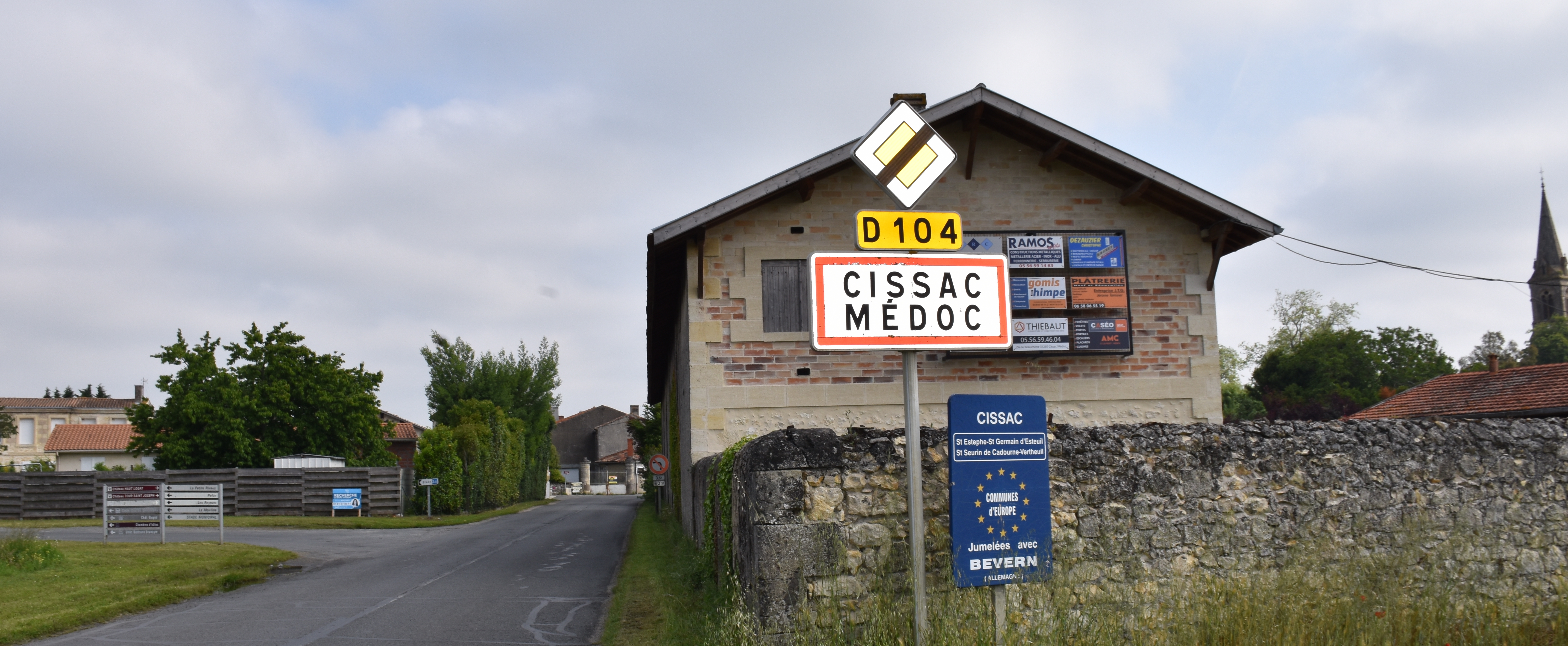
Une entrée de la commune.

### Localisation
Commune du Médoc située dans le vignoble de Pauillac.

### Communes limitrophes
Les communes limitrophes sont  Pauillac, Saint-Estèphe, Saint-Germain-d'Esteuil, Saint-Laurent-Médoc, Saint-Sauveur et Vertheuil.
|                         | Vertheuil     |               |
| Saint-Germain-d'Esteuil | Cissac-Médoc  | Saint-Estèphe |
| Saint-Laurent-Médoc     | Saint-Sauveur | Pauillac      |

### Climat
Pour des articles plus généraux, voir Climat de la Nouvelle-Aquitaine et Climat de la Gironde.
Historiquement, la commune est exposée à un climat océanique aquitain.  
En 2020, Météo-France publie une typologie des climats de la France métropolitaine dans laquelle la commune est exposée à un climat océanique et est dans la région climatique  Littoral charentais et aquitain, caractérisée par une pluviométrie élevée en automne et en hiver, un bon ensoleillement, des hiver doux (6,5 °C), soumis à la brise de mer.
Pour la période 1971-2000, la température annuelle moyenne est de 12,8 °C, avec une amplitude thermique annuelle de 14,1 °C. Le cumul annuel moyen de précipitations est de 917 mm, avec 12,5 jours de précipitations en janvier et 6,9 jours en juillet. Pour la période 1991-2020, la température moyenne annuelle observée sur la station météorologique la plus proche, située sur la commune de Pauillac à 7,08 km à vol d'oiseau, est de 14,0 °C et le cumul annuel moyen de précipitations est de 857,0 mm,. Pour l'avenir, les paramètres climatiques de la commune estimés pour 2050 selon différents scénarios d’émission de gaz à effet de serre sont consultables sur un site dédié publié par Météo-France en novembre 2022.

## Urbanisme

### Typologie
Au 1er janvier 2024, Cissac-Médoc est catégorisée bourg rural, selon la nouvelle grille communale de densité à sept niveaux définie par l'Insee en 2022.
Elle est située hors unité urbaine. Par ailleurs la commune fait partie de l'aire d'attraction de Pauillac, dont elle est une commune du pôle principal,. Cette aire, qui regroupe 5 communes, est catégorisée dans les aires de moins de 50 000 habitants,.

### Occupation des sols

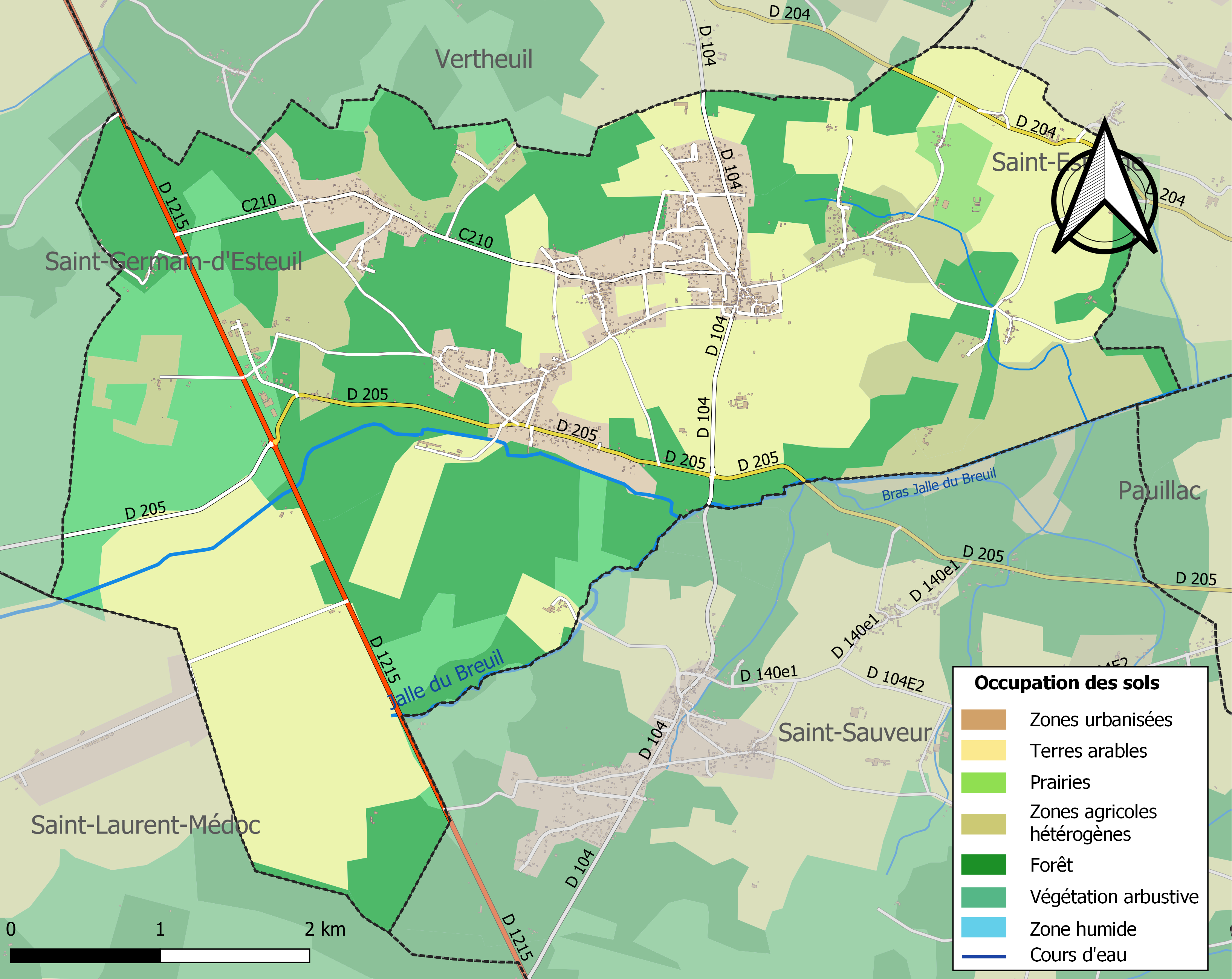
Carte des infrastructures et de l'occupation des sols de la commune en 2018 (CLC).

L'occupation des sols de la commune, telle qu'elle ressort de la base de données européenne d’occupation biophysique des sols Corine Land Cover (CLC), est marquée par l'importance des territoires agricoles (47 % en 2018), en diminution par rapport à 1990 (51,6 %). La répartition détaillée en 2018 est la suivante : 
forêts (34 %), cultures permanentes (22,7 %), terres arables (13,1 %), milieux à végétation arbustive et/ou herbacée (10,8 %), zones agricoles hétérogènes (10,2 %), zones urbanisées (8,2 %), prairies (1,1 %). L'évolution de l’occupation des sols de la commune et de ses infrastructures peut être observée sur les différentes représentations cartographiques du territoire : la carte de Cassini (XVIIIe siècle), la carte d'état-major (1820-1866) et les cartes ou photos aériennes de l'IGN pour la période actuelle (1950 à aujourd'hui).

### Risques majeurs
Le territoire de la commune de Cissac-Médoc est vulnérable à différents aléas naturels : météorologiques (tempête, orage, neige, grand froid, canicule ou sécheresse), inondations, feux de forêts, mouvements de terrains et séisme (sismicité très faible). Il est également exposé à un risque technologique, le risque nucléaire. Un site publié par le BRGM permet d'évaluer simplement et rapidement les risques d'un bien localisé soit par son adresse soit par le numéro de sa parcelle.

#### Risques naturels
Certaines parties du territoire communal sont susceptibles d’être affectées par le risque d’inondation par débordement de cours d'eau, notamment la Jalle du Breuil et . La commune a été reconnue en état de catastrophe naturelle au titre des dommages causés par les inondations et coulées de boue survenues en 1982, 1991, 1993, 1999, 2009 et 2020,.
Cissac-Médoc est exposée au risque de feu de forêt. Un incendie important s'est notamment produit en 2017. Depuis le 20 avril 2016, les départements de la Gironde, des Landes et de Lot-et-Garonne disposent d’un règlement interdépartemental de protection de la forêt contre les incendies. Ce règlement vise à mieux prévenir les incendies de forêt, à faciliter les interventions des services et à limiter les conséquences, que ce soit par le débroussaillement, la limitation de l’apport du feu ou la réglementation des activités en forêt. Il définit en particulier cinq niveaux de vigilance croissants auxquels sont associés différentes mesures,.
Les mouvements de terrains susceptibles de se produire sur la commune sont des affaissements et effondrements liés aux cavités souterraines (hors mines). Par ailleurs, afin de mieux appréhender le risque d’affaissement de terrain, l'inventaire national des cavités souterraines permet de localiser celles situées sur la commune.

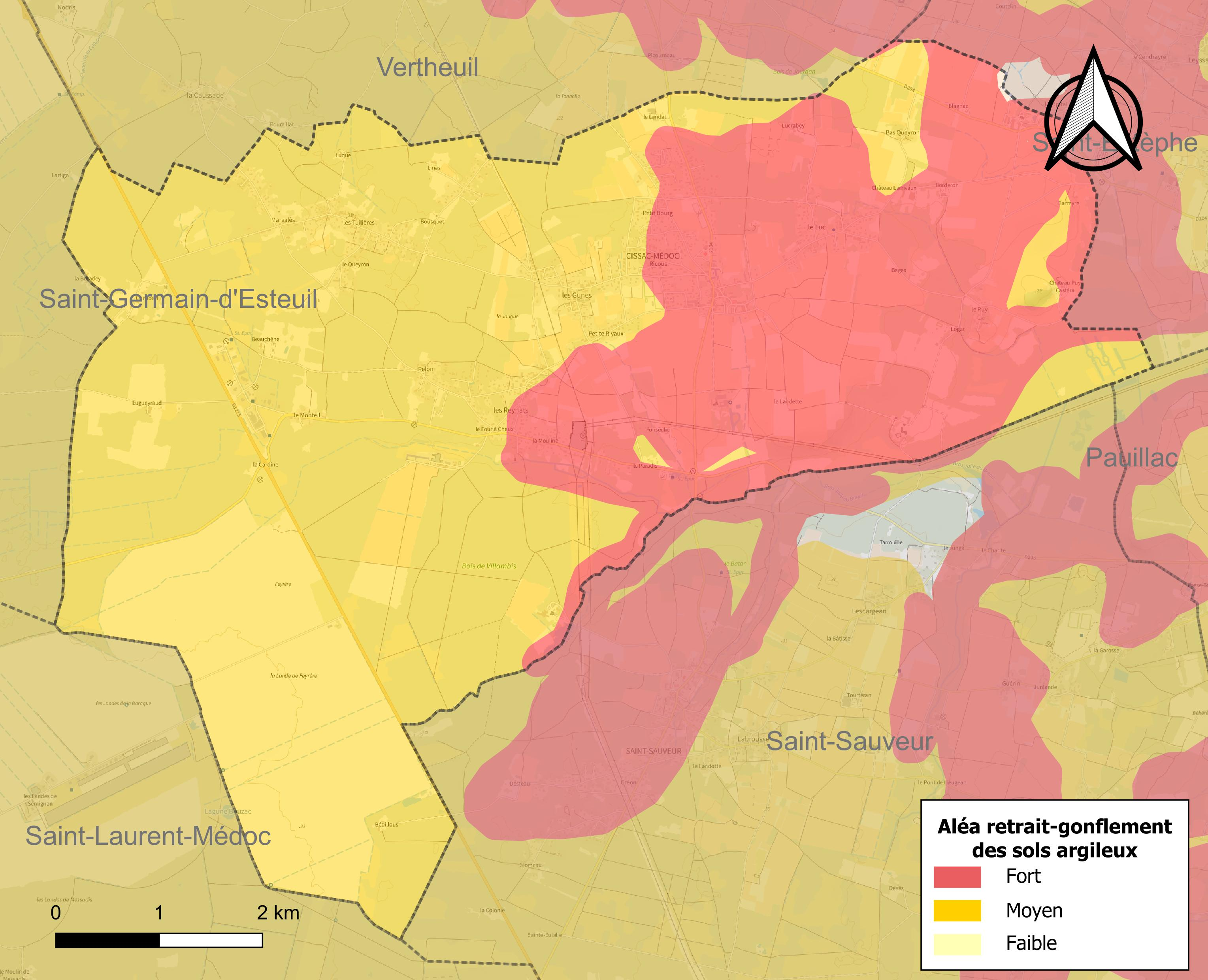
Carte des zones d'aléa retrait-gonflement des sols argileux de Cissac-Médoc.

Le retrait-gonflement des sols argileux est susceptible d'engendrer des dommages importants aux bâtiments en cas d’alternance de périodes de sécheresse et de pluie. La totalité de la commune est en aléa moyen ou fort (67,4 % au niveau départemental et 48,5 % au niveau national). Sur les 998 bâtiments dénombrés sur la commune en 2019,  998 sont en aléa moyen ou fort, soit 100 %, à comparer aux 84 % au niveau départemental et 54 % au niveau national. Une cartographie de l'exposition du territoire national au retrait gonflement des sols argileux est disponible sur le site du BRGM,.
Par ailleurs, afin de mieux appréhender le risque d’affaissement de terrain, l'inventaire national des cavités souterraines permet de localiser celles situées sur la commune.
Concernant les mouvements de terrains, la commune a été reconnue en état de catastrophe naturelle au titre des dommages causés par la sécheresse en 2003, 2005 et 2017 et par des mouvements de terrain en 1999.

#### Risques technologiques
La commune étant située totalement dans le périmètre du plan particulier d'intervention (PPI) de 20 km autour de la centrale nucléaire du Blayais, elle est exposée au risque nucléaire. En cas d'accident nucléaire, une alerte est donnée par différents médias (sirène, sms, radio, véhicules). Dès l'alerte, les personnes habitant dans le périmètre de 2 km se mettent à l'abri. Les personnes habitant dans le périmètre de 20 km peuvent être amenées, sur ordre du préfet, à évacuer et ingérer des comprimés d’iode stable,,.

## Histoire
La commune de Cissac-Médoc est occupée de façon certaine depuis la période préhistorique. Une station de taille de silex a ainsi été découverte à proximité du château de Lamothe-Cissac. À partir de cette période, l'occupation est continue, comme l'atteste le tumulus présent à proximité de ce château datant de 35000 ans. Des vestiges sont encore présents bien que profondément altérés par des travaux au XIXe siècle pour y construire une glacière.
Située sur le chemin de la Levade, voie romaine qui traverse le Médoc, Cissac est également une implantation romaine en raison de sa situation favorable composée d'affleurements rocheux. Des excavations autour de 1880 ont mis au jour une villa importante (24 m sur 17 m).
Cette situation sera également favorable à l'installation de maisons nobles et de châteaux forts. On en compte au moins trois sur la commune datant majoritairement des XIIe et XIIIe siècles.
C'est en 1936 que la commune, jusqu'alors appelée simplement Cissac, ajoute à son nom la terminaison spécifique de -Médoc.

## Héraldique
| Armes | Les armes de Cissac-Médoc se blasonnent ainsi : D’azur à la fasce de sinople chargée d’un château fort stylisé d’argent, surmontée d’un léopard d’or, soutenue d’une grappe de raisin de gueules feuillée de deux pièces de sinople ; à la filière d’or. |

## Politique et administration

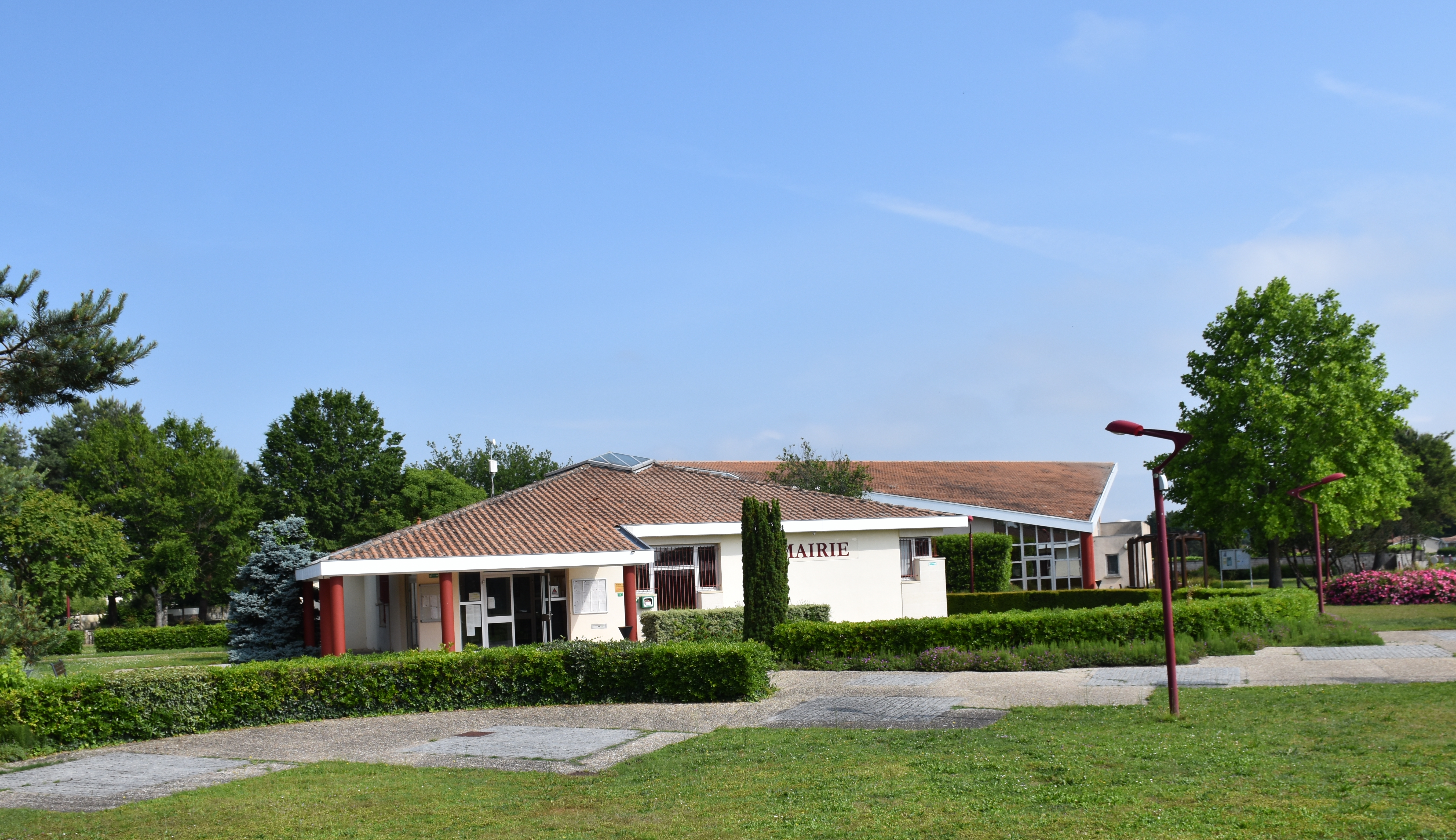
La mairie.

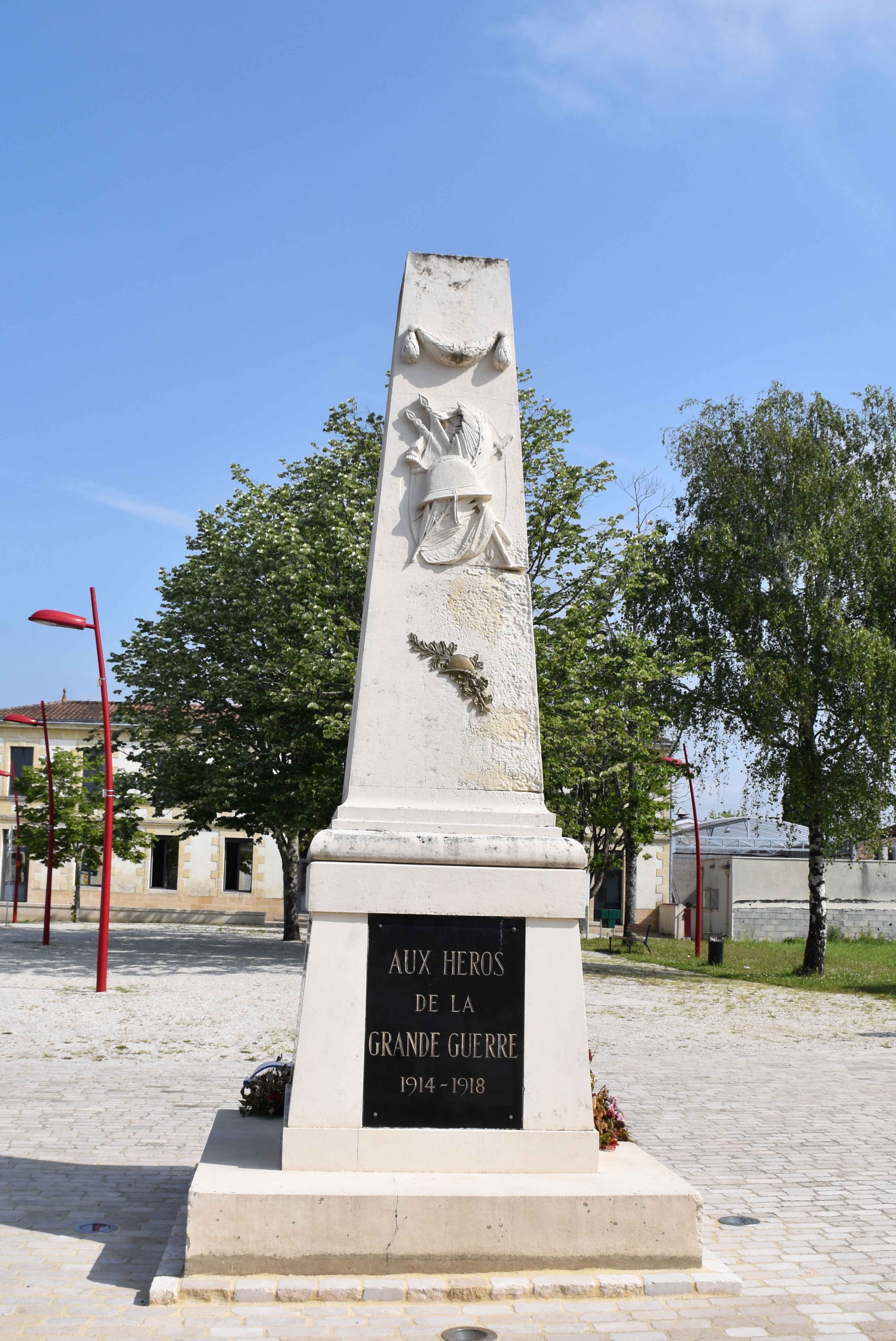
Le monument aux morts.

### Rattachements administratifs et électoraux
Cissac-Médoc appartient à l'arrondissement de Lesparre-Médoc et au canton du Nord-Médoc depuis le redécoupage cantonal de 2014. Avant cette date, elle faisait partie du canton de Pauillac.
Pour l’élection des députés, la commune fait partie de la cinquième circonscription de la Gironde, représentée depuis 2017 par Benoît Simian (MRSL, ex-LREM).

### Intercommunalité
De 2001 jusqu'à sa dissolution, Cissac-Médoc faisait partie de la communauté de communes du Centre Médoc. Le 1er janvier 2017, elle intègre la communauté de communes Médoc Cœur de Presqu'île.

### Administration municipale
Le nombre d'habitants au dernier recensement étant compris entre 1 500 et 2 499, le nombre de membres du conseil municipal est de 19.

### Liste des maires
| Période                                  | Période                   | Identité    | Étiquette | Qualité |
| ---------------------------------------- | ------------------------- | ----------- | --------- | --- |
| 1983                                     | En cours (au 26 mai 2020) | Jean Mincoy | DVD       | Menuisier retraité 7e vice-président de la CC Médoc Cœur de Presqu'île (2017 → ) Réélu pour le mandat 2020-2026 |
| Les données manquantes sont à compléter. |                           |             |           | |

## Démographie
L'évolution du nombre d'habitants est connue à travers les recensements de la population effectués dans la commune depuis 1793. Pour les communes de moins de 10 000 habitants, une enquête de recensement portant sur toute la population est réalisée tous les cinq ans, les populations de référence des années intermédiaires étant quant à elles estimées par interpolation ou extrapolation. Pour la commune, le premier recensement exhaustif entrant dans le cadre du nouveau dispositif a été réalisé en 2005.

En 2022, la commune comptait 2 310 habitants, en évolution de +9,95 % par rapport à 2016 (Gironde : +6,91 %, France hors Mayotte : +2,11 %).
| 1793 | 1800 | 1806 | 1821 | 1831 | 1836 | 1841 | 1846  | 1851  |
| ---- | ---- | ---- | ---- | ---- | ---- | ---- | ----- | ----- |
| 915  | 829  | 919  | 850  | 933  | 958  | 960  | 1 045 | 1 091 |

| 1856  | 1861  | 1866  | 1872  | 1876  | 1881  | 1886  | 1891  | 1896  |
| ----- | ----- | ----- | ----- | ----- | ----- | ----- | ----- | ----- |
| 1 100 | 1 077 | 1 118 | 1 146 | 1 127 | 1 223 | 1 188 | 1 202 | 1 215 |

| 1901  | 1906  | 1911  | 1921 | 1926  | 1931 | 1936  | 1946 | 1954 |
| ----- | ----- | ----- | ---- | ----- | ---- | ----- | ---- | ---- |
| 1 198 | 1 212 | 1 041 | 999  | 1 021 | 999  | 1 054 | 961  | 889  |

| 1962 | 1968 | 1975 | 1982  | 1990  | 1999  | 2005  | 2006  | 2010  |
| ---- | ---- | ---- | ----- | ----- | ----- | ----- | ----- | ----- |
| 877  | 882  | 941  | 1 251 | 1 472 | 1 536 | 1 694 | 1 709 | 1 772 |

| 2015  | 2020  | 2022  | - | - | - | - | - | - |
| ----- | ----- | ----- | - | - | - | - | - | - |
| 2 068 | 2 213 | 2 310 | - | - | - | - | - | - |

## Lieux et monuments
- Église Sainte-Marie de Cissac-Médoc. Le chevet a été inscrit au titre des monuments historiques en 1925[32].
- Château Cissac.
- Château du Breuil, château fort.
- Chateau Lamothe-Cissac, comprenant un ancien tumulus (partiellement visible), une ancienne villa-romaine (non visible) et un dolmen (détruit).
- Château Fontesteau, château fort (1277).

## Jumelages
- Bevern (Allemagne) depuis 1986[33].

## Festivités
De 2003 à 2009, la ville a accueilli le Reggae Sun Ska Festival.